# عمر حمد
عمر حمد ولد في بيروت حوالي سنة 1311 هـ الموافقة لسنة 1892م. وجده السيد حمد مصري الأصل هاجر إلى بيروت في زمن الأمير بشير الشهابي. وكان في الثامنة من عمره وختم القرآن الكريم على يد الشيخ شاتيلا المعروف. توفي والده مصطفى حمد قبل أن يصل التاسعة من عمره ، فترك المدرسة واشتغل في السوق لأربع سنوات. ثم دخل الكلية الإسلامية، وفي سنة 1912 أتم دروسه ونال ”البكالوريا“. وعمل في نفس المكان معلما للعربية وتاريخ الإسلام في القسم الاستعدادي. وكان أيضا يحرر في بعض الصحف المحلية. ثم نشبت الحرب العالمية الأولى، فذهب إلى دمشق بصفة ضابط احتياط. ومكث فيها ثلاثة أشهر. وكان جمال باشا قد بدأ بملاقة من ثبتت لهم اتصالات مع قوى الحلفاء أو ناوؤا سياسة حزب الاتحاد والترقي، وكان من بين الملاحقين عبد الغني العريسي والأمير عارف الشهابي وعمر حمد. وهرب الثلاثة في بدء سنة 1915 بثياب البدو نحو البادية العربية. وبعد ثمانية أشهر قُبض عليهم في مدائن صالح قبل أن يصلوا إلى أم القرى مهد الثورة. أودع الشاعر نحو أربعة أشهر في سجن عاليه. وفي السادس من أيار سنة 1916 أعدم شنقًا مع رفاقه في ساحة البرج.

## الإنتاج الشعري
له ديوان عنوانه «ديوان الشهيد عمر حمد» - مطبعة وزنكوغراف طبارة - بيروت 1969، وأورد له كتاب «الشاعر الشهيد عمر حمد» العديد من القصائد والمقطوعات الشعرية، ونشرت له مجلة «المنارة» - العدد (57) - بعض أشعاره.
شاعر قومي، يدور شعره حول الفخر بالماضي العربي التليد، داعيًا إلى استعادته وابتعاث قيمه التي علّمت العالم وأسست لحضارته، كما دعا إلى الثورة على الظلم ومواجهة المعتدين، وله شعر يمجد فيه خُطا الأحرار من أبناء هذه الأمة، يميل إلى التأمل والشكوى، ويغالبه الحنين إلى مواطن الأحبة وذكريات الشباب، وله شعر في الرثاء، وكتب في المدح والإشادة. يبدو تأثره البالغ بتراثه الشعري القديم خاصة المتنبي الذي تسري أنفاسه الشعرية عبر أنساقه وتراكيبه، وما اهتم به من مضامين، وكتب في الحكمة والاعتبار، وله شعر في رثاء العهود فيما يشبه رثاء المدن والممالك في الشعر الأندلسي. تميز بنفس شعري طويل، واتسمت لغته بالطواعية مع قوة في العبارة، وجهارة في الصوت، وفسحة في الخيال، مع ميلها - في كثير من الأحيان - إلى البث المباشر. التزم عمود الشعر إطارًا في بناء قصائده.

## عناوين القصائد
- المحيي المميت
- حُلَّ العقال
- شكوى الزّمان